# North Andaman
North Andaman är en ö i Indien.   Den ligger i unionsterritoriet Andamanerna och Nikobarerna, i den sydöstra delen av landet, 2 400 km sydost om huvudstaden New Delhi. Arean är 1,4 kvadratkilometer.
Terrängen på North Andaman är lite kuperad. Öns högsta punkt är 730 meter över havet. Den sträcker sig 78,1 kilometer i nord-sydlig riktning, och 32,7 kilometer i öst-västlig riktning.  I omgivningarna runt North Andaman växer i huvudsak städsegrön lövskog.